# Kristian (tv-serie)
 For alternative betydninger, se Kristian. (Se også artikler, som begynder med Kristian)
Kristian er en dansk komedieserie med komikeren Christian Fuhlendorff i titelrollen som den sjuskede Kristian. Serien er skrevet af Fuhlendorff selv og komikeren Jesper Juhl og Flemming Klem, og serien er inspireret bl.a. af Arrested Development og Klovn. Seriens sidste afsnit blev sendt den 17. december 2011.

## Medvirkende
- Christian Fuhlendorff – Kristian
- Maria Erwolter – Line
- Jesper Juhl – Rune

### Biroller
- Tobias Dybvad - Sigurd
- Sara Hjort – Julie
- Emma Leth – Beate
- Amalie Lindegård – Kira
- Mathilde Norholt – Pernille
- Julie Agnete Vang – Charlotte/Fatima
- Karoline Munksnæs – Helle
- Anne-Louise Abegg – Marie
- Anna Bård – Nana
- Christine Astrid Nielsen – Mia
- Ditte Arnth – Amalie
- Roger Matthisen – Peter
- Casper Crump – Jacob

## Sæsoner
Kristian består af 2 sæsoner.

### Sæson 1
| #  | Titel           |
| -- | --------------- |
| 1  | Net-Dating      |
| 2  | Broderen        |
| 3  | Reunion         |
| 4  | Daddy           |
| 5  | Sekten          |
| 6  | Coke            |
| 7  | Fyn             |
| 8  | Bryllup         |
| 9  | Bros Before Hos |
| 10 | Far             |

### Sæson 2
| # | Titel                      |
| - | -------------------------- |
| 1 | Tæsk og Bank               |
| 2 | Åh nej, ikke en død dværg  |
| 3 | Au pair med fordele        |
| 4 | Kunsttyv eller gidseltager |
| 5 | Kongen af Kolding          |
| 6 | Marrokansk brandert        |
| 7 | The Return of the Line     |
| 8 | Mad, våben og nødhjælp     |